# Southbrook (Nouvelle-Zélande)
Southbrook est une banlieue de la ville de Rangiora, située dans le  nord de la région de Canterbury dans l’Île du Sud  de la Nouvelle-Zélande.

## Situation
Elle est localisée à l'extrémité sud de la ville.

## Population
La  population lors du recensement de 2013  était de 801 habitants.
Comme le terme de ville n’a pas de signification officielle en Nouvelle-Zélande,  Southbrook est parfois considérée comme une ville séparée de la ville principale de Rangiora,

## Education
Southbrook a une école  primaire et une école publique intégrée.
Southbrook School est une école publique mixte assurant tout le primaire avec un effectif  de 326 élèves en 2016. L’école a été ouverte en 1874, et le  principal actuel est Mr Shane Fletcher.
Rangiora New Life School est une école publique mixte assurant tout le primaire 